# هاولاند تشامبرلين
هاولاند تشامبرلين (بالإنجليزية: Howland Chamberlain)‏ مواليد 2 أغسطس 1911 في ذا برونكس - الوفاة 1 سبتمبر 1984 في أوكلاند، هو ممثل أمريكي بدأ مسيرته الفنية سنة 1946.

## الأعمال
- أجمل سنوات العمر
- ظهيرة مشتعلة
- كرامر ضد كرامر

## روابط خارجية
- هاولاند تشامبرلين على موقع IMDb (الإنجليزية)
- هاولاند تشامبرلين على موقع ألو سيني (الفرنسية)
- هاولاند تشامبرلين على موقع قاعدة بيانات برودواي على الإنترنت (الإنجليزية)
- هاولاند تشامبرلين على موقع قاعدة بيانات برودواي على الإنترنت (الإنجليزية)
- هاولاند تشامبرلين على موقع قاعدة بيانات الأفلام السويدية (السويدية)
- هاولاند تشامبرلين على موقع قاعدة بيانات الفيلم (الإنجليزية)
- هاولاند تشامبرلين على موقع كينوبويسك (الروسية)